# Langemark-Poelkapelle

Localización del municipio en Flandes Occidental.

Langemark-Poelkapelle es un municipio de la región de Flandes, en la provincia de Flandes Occidental, Bélgica. El municipio pertenece al Arrondissement de Ypres. El 1 de enero de 2018 Langemark-Poelkapelle tenía una población total de 7.920 habitantes. El área total es de 52.53 km² lo cual da una densidad de población de 150,77 habitantes por km².

## Geografía

### Secciones del municipio
El municipio comprende los antiguos municipios, que se fusionaron en 1977:
| - Bikschote - Langemark - Poelkapelle |

## Demografía

### Evolución
Todos los datos históricos relativos al actual municipio, el siguiente gráfico refleja su evolución demográfica, incluyendo municipios después de efectuada la fusión el 1 de enero de 1977.
| Gráfica de evolución demográfica de Langemark-Poelkapelle entre 1846 y 2020 |
|                                                                             |

## Historia militar
- Cementerio alemán de guerra de Langemark